# Liévin
Liévin je mesto in občina v severnem francoskem departmaju Pas-de-Calais regije Nord-Pas-de-Calais. Leta 1999 je mesto imelo 33.427 prebivalcev.

## Geografija
Kraj leži v severni Franciji, 20 km severno od Arrasa. Skupaj s sosednjim Lensom sestavlja aglomeracijsko skupnost, imenovano Communaupole.

## Administracija
Liévin je sedež dveh kantonov:
- Kanton Liévin-Jug (del občine Liévin, občini Angres, Éleu-dit-Leauwette: 25.576 prebivalcev),
- Kanton Liévin-Sever (del občine Liévin, občina Grenay: 21.622 prebivalcev).

Oba kantona se nahajata v okrožju Lens.

## Zgodovina
Kraj je bil vse do leta 1857 manjša podeželska vas, ko je bil v njeni bližini odkrit premog, s katerim se je začel njen vzpon. Število prebivalstva je s številke 1.223 v letu 1820 naraslo na več kot 25.000 v letu 1914. Razvoj Liévina je kruto zavrla prva svetovna vojna, v kateri je bilo 400 civilnih žrtev in 600 vojakov, sam kraj pa uničen. Po vojni leta 1920 je bil Liévin odlikovan z vojaškim križcem, po nekaj letih obnove pa je njegov razvoj na osnovi premogovništva zopet šel naprej. Druga svetovna vojna ga je ponovno zaustavila. V letu 1940 je bil evakuiran, v njem pa se je nastanila nemška vojska. S pomočjo časopisa Voix du Nord je bilo organizirano odporništvo, osvobojen 2. septembra 1944 s strani britanske 8. armade. Z recesijo v rudarski industriji se je v 60. letih 20. stoletja začelo zapiranje posameznih kopov, poslednji rov pa je bil zaprt leta 1974.

## Pobratena mesta
- Bruck an der Mur (Avstrija),
- Hohenlimburg (Nemčija),
- Mouscron (Belgija),
- Pasvalys (Litva),
- Rybnik (Poljska),
- La Valette-du-Var (departma Var).